# Arioso
Arioso är ett musikstycke för en solosångstämma och instrumentalbesättning, vanligtvis förekommande i en opera eller ett oratorium. Ett arioso är ett mellanting mellan aria och recitativ och ligger närmare talets språkmelodi än arians periodiska melodik. Termen uppkom i slutet på 1500-talet i samband med operans framväxt. Även fristående delar av en större vokal komposition, vilka till karaktären är ett mellanting mellan accompagnato-recitativ och aria, kallas ofta arioso. Ett arioso uppträder aldrig ensamt utan är alltid del av en opera, oratorium eller kantat.